# Antonio Ramos Rincón
Antonio Ramos Rincón (Loja, Granada, Andalucía, 22 de febrero de 1989), más conocido como Gato, es un futbolista español. Juega de delantero en el Salerm Puente Genil F. C.

## Trayectoria
Empezó a formarse como futbolista en las categorías inferiores del Málaga CF, con el que alternó el juvenil con el filial durante la temporada 2006-07. En 2008 fichó por el desaparecido CD San Fernando a los 19 años, aunque apenas jugó 9 partidos. Tras concluir la temporada, vuelve a su tierra para fichar por el Loja CD, con el que consiguió el ascenso a Segunda División B en la temporada 2011-12, siendo él artífice  tras marcar 2 de los 3 goles al Real Valladolid CF B en el partido de vuelta (3-0), quedando un resultado global de 3-1. Con el equipo ya en la categoría de bronce, volvió a destacar a nivel individual, pero no colectivamente, ya que el equipo volvió a Tercera División.
Varios equipos se interesaron por él tras sus buenas actuaciones, como el Cádiz CF, Algeciras CF, Lucena CF o CD Alcoyano. Estos tres últimos fueron rechazados, ya que firmó por el equipo amarillo. Sin embargo, en el mercado de invierno acabaría recalando en el Lucena CF.
En junio de 2014 se hizo oficial su fichaje por el Fútbol Club Cartagena.

## Clubes
| Club                      | País      | Año       |
| ------------------------- | --------- | --------- |
| Málaga C. F. B            | España    | 2006-2008 |
| C. D. San Fernando        | España    | 2008-2009 |
| Loja C. D.                | España    | 2009-2013 |
| Cádiz C. F.               | España    | 2013      |
| Lucena C. F.              | España    | 2014      |
| F. C. Cartagena           | España    | 2014-2015 |
| U. E. Olot                | España    | 2015-2016 |
| Real Balompédica Linense  | España    | 2016-2019 |
| Lincoln Red Imps F. C.    | Gibraltar | 2019-2020 |
| Salerm Puente Genil F. C. | España    | 2020-     |